# Illuminati-ordenen
 For alternative betydninger, se Illuminati. (Se også artikler, som begynder med Illuminati)
Illuminati-ordenen var et hemmeligt selskab stiftet 1. maj 1776 i Ingolstadt i Bayern i Tyskland af den tidligere frimurer Adam Weishaupt. Selskabets aktiviteter gik ud på at arbejde for at implementere Oplysningstidens tanker og indføre friere samfundsform der især var egnet for borgerstanden.

## Grundlæggelsen
Professor i kirkeret og praktisk filosofi på Ingolstadt Universitet Adam Weishaupt grundlagde 1. maj 1776 sammen med to af sine studenter Bund der Perfektibilisten ("Foreningen af perfektibilister", fra latin perfectibilis: forsøget på at opnå det perfekte). Foreningen valgte en ugle som sit symbol som en henvisning til den romerske gudinde Minerva.
Baggrunden for grundlæggelsen af denne forening var, at det intellektuelle klima på universitetet fuldkomment var behersket af tidligere medlemmer af den i 1773 opløste Jesuiterorden. Den kun 28-årige Weishaupt var den eneste af lærerstaben, der ikke havde en jesuitisk baggrund, og det – og hans åbenlyse begejstring for oplysningstidens ideer – var grund til, at han blev isoleret af sine kolleger.
For at beskytte sine elever mod de jesuitiske anslag, som Weishaupt frygtede var i gære over alt omkring ham, men først og fremmest for at skaffe dem adgang til den moderne kirkekritiske litteratur, grundlagde han et geheimen Weisheitsbund (det hemmelige visdomsforbund), som i sin spæde start ikke var meget mere end en antigejstlig læseklub med højst 20 medlemmer. Derudover anså Weishaupt Gold- und Rosenkreuz-ordenen, en mystisk-spiritualistisk hemmelig orden indenfor Frimurerne, som et endnu større onde, som det gjaldt om at bekæmpe.
Weishaupt redegjorde for baggrunden for grundlæggelsen af sin hemmelige orden i skriftet Pythagoras oder Betrachtungen über die geheime Welt- und Regierungskunst ("Pythagoras eller betragtninger over den hemmelige verdens- og regeringskunst"):
| Citat | To årsager gjorde hele udslaget. Omkring dette tidspunkt i 1776 havde en officer ved navn Ecker oprette en loge i Burghausen der beskæftigede sig med alkymi, og denne loge spredte sig snart vidt omkring. Et medlem af denne loge ankom til Ingolstadt for at hverve nye medlemmer blandt et udvalg af de fremmeste elever. Desværre var det så uheldigt at dennes udvalg faldt nøjagtigt sammen med dem jeg selv havde haft mit øje på. Tanken om at disse håbefulde unge skulle blive tabt til denne kunst, at desuden se dem tilslutte sig denne fordærvelige epidemi, med dens hang til guldmageri og andre dårskaber, var for mig pinefuldt og ubærligt. Jeg rådførte mig omkring dette med den unge mand som jeg satte mest lid til. Denne opmuntrede mig til at lede dem i den rigtige retning og således udvirke en kraftig modgift mod dette uvæsen, ved at bruge min store indflydelse hos eleverne og ved at grundlægge et selskab [...] | Citat |
|       | |       |

Ordenen fik et første opsving i 1778 da en af Weishaupts fremmeste elever, den senere præsident af Pfalz Franz Xaver von Zwack, reorganiserede den. Weishaupt foreslog Bienenorden ("Bi-ordenen") som selskabets nye navn, fordi medlemmerne, under bidronningens rådgivning skulle samle Visdommens Nektar, men det endte med navnet Bund der Illuminaten ("Sammenslutningen af Illuminater") og endelig Illuminatenorden ("Illuminati-Ordenen"). Fra Visdomsforbund blev det nu til en hemmelig orden, der ikke kunne fornægte de jesuitiske træk som sit organisatoriske forbillede.

## Den korte opblomstringsperiode
Endnu en reorganisering skete i 1780 efter optagelsen af adelsmanden Freiherr Adolph Franz Friedrich Ludwig Knigge fra Niedersachsen. Han gav i 1782 Illuminatiordenen, der ifølge Weishaupt på dette tidspunkt "knap nok eksisterede, faktisk kun i mit hoved", en frimurerlignende struktur, med en såkaldt areopag, en øverste ledelse bestående af fx Weishaupt og Knigge. Med denne nye organisation begyndte Illuminati at optage mange frimurere og endda at infiltrere hele loger.
Baggrunden for denne succes var krisen i de højeste grader i de tyske frimurerordener efter sammenbruddet i 1776 af den strikte observans' gradssystem. Med denne tidligere apolitiske romantiserende bevægelse, som hævdedes at følge i de i 1312 ophævede Tempelridderes fodspor, havde Karl Gotthelf von Hund und Altengrotkau (1722 – 8. november 1776) formået at få de tyske frimurerloger til at overdrage ledelsen til sig. Karl Gotthelf havde overbevist frimurerne om, at han i årevis havde været i forbindelse med de „Unbekannten Oberen“ ("de ubekendte øverste"), som havde lovet at indvie ham i frimureriets dybeste hemmeligheder. Da ingen højere magter meldte sig efter von Hunds død, var rådvildheden i logerne stor.
På det store frimurermøde, der blev holdt 16. juli – 1. september 1782 i Wilhelmsbad på grund af problemerne omkring "den strikte observans", lykkedes det Knigge og den anden Illuminati-repræsentant, Franz Dietrich von Ditfurth, en overbevist oplysningsmand, at vinde opinionsflertallet for deres orden. Tempelriddersystemet blev opgivet og Rosenkreuzerordenen Gold- und Rosenkreuzer kom som fortalerne for dette system i mindretal. Det lykkedes endda for de to at overtale Johann Christian von Bode en ivrig fortaler for den strikte observans, for sig.

## Krise og forbud
Antallet af medlemmer steg, men denne succes var samtidig begyndelsen til enden: Knigge følte ikke at hans arbejde for udbredelsen af ordenen blev værdsat, og truede i breve med at forråde ordenes hemmeligheder til jesuitter og rosenkreuzere. Det forstærkede Weishaupts mistillid til ham, og indvielsen i ordenen af højtstående personer som kurfyrsterne Karl von Hessen og Ferdinand von Braunschweig samt hertugerne Ernst von Sachsen-Gotha og Carl August von Sachsen-Weimar ville kun berede selskabet stor ulykke. Han frygtede at de arbejdede for den enevældige magt, og at de kun ønskede at ødelægge selskabet. Denne frygt var ikke ubegrundet, for Carl August og hans gehejmeråd Johann Wolfgang von Goethe var kun gået ind i selskabet for at afsløre dets hemmeligheder.
Som følge af det tiltog uenigheden mellem Weishaupt og hans mest betroede højrehånd i en sådan grad, at hele ordenen var nær sammenbrud. I februar 1784 afholdtes en kongres, der fungerede som en voldgiftsret sammenkaldt i Weimar. Den for Knigge overraskende dom, afsagt af kongressen der blandt andet bestod af Goethe, Johann Gottfried Herder og grev Ernst von Sachsen-Gotha, var, at der skulle sammensættes en helt ny aeropag. De to mest prominente medlemmer af ordenen skulle opgives deres ledende stillinger. Det kunne ligne et acceptabelt kompromis. Men da det måtte anses for sandsynligt, at Weishaupt som stiftende medlem ville bibeholde en stor del af sin indflydelse selv uden en plads i areopagen, var det i realiteten et nederlag for Knigge. Med et løfte om tavshed og tilbagelevering af alle papirerne vedrørende ordenen forlod Knigge Illuminati den 1. juli 1784. Han vendte sig senere imod tanken, om at verden kunne forbedres ved hjælp hemmelige selskaber. Weishaupt overgav sin ledende position til Johann Martin greve af Stolberg-Roßla.
En endnu større trussel for selskabet var begivenhederne den 22. juni 1784. På denne dato forbød kurfyrste Karl Theodor af Bayern under indflydelse af sin skriftefader og leder af rosenkreuzerne i München pater Frank, alle "kommuniteter, selskaber og forbindelser" som ikke havde et "landsforheligende formål".
Den 2. marts 1785 fulgte på opfordring af pater Frank, kansler baron von Kreitmayer, rosenkreuzeren Freiherr von Törring og flere andre ved hoffet endnu forordning, der specifikt nævnte og forbød Illuminati og frimurerne på grund af landsskadelig og religionsfjendsk virksomhed. Under husransagelser blev flere af ordenens papirer beslaglagt, og de afslørede mange af ordenens radikale målsætninger. Derfor kom der 16. august 1787 yderligere en forordning, der var endnu skarpere end de forrige. Nu forbødes rekruttering af medlemmer til frimurerne og Illuminatiordenen under trussel om dødsstraf. Allerede i 1785 havde greven af Stolberg-Roßla erklæret ordenen for officielt suspenderet. Bode prøvede at få ordenens ideer til at leve videre i andre selskaber. Han forsøgte sig med en Minervalkirche ("Minervalkirken") og en Orden der unsichtbaren Freunde ("De usynlige venners orden"). Bestræbelserne på at grundlægge disse Illuminatis efterfølgere måtte dog opgives i den yderst anti-illuminatiske atmosfære der herskede efter den franske revolution i 1789-1790. Forskernes konklusion er at generelt var nedlæggelsen af Illuminati succesfuld.
Baggrunden for forbuddet var den indenrigspolitiske uro, der opstod som følge af den bayerske arvefølgekrig, hvor kurfyrst Karl Theodor 1777 til 1779 forgæves havde forsøgt at bytte gammelbayerske områder med habsburgske besiddelser i Nederlandene. Der er uenighed i forskningen om Illuminati faktisk var involveret i de mange fordækte intriger i forbindelse med det og den preussiske modstand mod Karl Theodors planer. Andre formoder at Karl Theodor med forbuddet ønskede at lukke munden på de antikatolske og antijesuitiske kredse, der omgav enken efter hans forgænger Max Josef, hertuginde Maria Anna. Illuminati blev under alle omstændigheder offer for den bayerske indenrigspolitik.
Mange medlemmer bevarede stadig forbindelsen. Flere husransagelser og konfiskationer fulgte, nogle medlemmer blev landsforvist, og andre blev sat i fængsel i kortere perioder. Selv Weishaupt, hvem ingen udenforstående vidste var grundlæggeren af ordenen, blev mistænkt for involvering i Illuminati og måtte flygte, trods at han havde konverteret til den katolske tro. Først ankom han til Regensburg og i 1787 til Gotha, hvor fyrsten hertug Ernst skaffede ham en sinekure som hofråd.
Offentliggørelsen af Illuminati-papirerne skabte en illuminatihysteri i samtiden. Alle mistænkte alle for at have deltaget i ordenens aktiviteter. I 1785 erklærede pave Pius VI i to breve (fra 18. juni og 12. november) til biskoppen af Freising, at medlemskab af ordenen var uforeneligt med den katolske tro. En anden endnu mere voldelig bølge af hysteri satte ind efter den franske revolution, da frygten for jakobinerne smeltede sammen med den ældre angst for illuminati. Statsministeren af Bayern (1799-1804) Maximilian af Montgelas – selv sandsynligvis et tidligere illuminatimedlem – lod alle hemmelige selskaber forbyde endnu engang.
Hvor stærk fascinationen af de hemmelige selskaber var i den tyske offentlighed i årene lige efter den franske revolution, kan ses af de mange hemmelige selskaber og mystiske ritualer omkring indvielser, der forekommer i skønlitterære værker fra den tid, lige fra Friedrich Schillers Geisterseher (1787/89) og Jean Pauls Unsichtbare Loge (1793) over Goethes Groß-Kophta (1792) til det hemmelige tårnselskab i Wilhelm Meisters Lehrjahre (1796).
I dag er en mindetavle på den bygning hvor Illuminatis mødesal befandt sig det eneste levn fra Illuminati i Ingolstadt. Bygningen ligger på Theresienstraße 23 (tidligere kaldet Am Weinmarkt 298) hvor der i dag er gågade.

## Illuminatis formål
Illuminatiordenen var nært forbundet med Oplysningstidens verdensbillede. Målet var forbedringen og perfektionen af verden i form af frihed, lighed og broderskab, samt forbedringen og perfektionen af det enkelte medlem af ordenen (deraf også ordenens tidlige navn "perfiktibilister"). Weishaupt skrev i 1782 i sin Rede an die neu aufzunehmenden Illuminatos dirigentes: 
| Citat                                                                       | Den som vil indføre almindelig frihed, udbreder samtidig almindelig oplysning: men oplysning betyder ikke ord uden sagkundskab, er ikke kendskab til abstrakte, spekulative, teoretiske sager, der puster sjælen op, men ikke forbedrer hjertet. | Citat |
| Adam Weishaupt.Rede an die neu aufzunehmenden Illuminatos dirigentes. 1782. | |       |

Midlet til at opnå frihed, var for Weishaupt uddannelse, som den ydre formidling af viden, men den var først og fremmest uddannelsen af hjertet, moraliteten. Dette ville gøre den enkelte i stand til at få kontrol over sig selv, hvorefter andre former for kontrol (Beherrschung) ville blive overflødiggjort, både der Despotismus, den enevældige fyrstes kontrol og den åndelige despotisme, kontrollen som den katolske kirke udøvede, ville blive overflødiggjort. Dette "moralske regime" (Sittenregiment) er forudsætningen og vejen til et samfund uden fyrster og uden kirken – en individualistisk utopi, som nærmer sig anarki.
I modsætning til det 19. århundredes militante anarkister var Illuminati overbeviste om, at de kunne nå deres mål uden brug af vold. Som Weishaupt i den ovenfor citerede tale forklarer, mener han at have selve historien på sin side: Ved at henvise til de delvist uortodokse kristne filosoffer som for eksempel Joachim von Fiore fremfører han en cyklisk historiefilosofi der består af tre tidsaldre: I Menneskehedens Barndom var der hverken herskere, ejendom eller stræben efter magt. Det bliver først indført med Ungdommens epoke, hvor de første stater udvikler sig og efterhånden glider mere og mere over i despoti (despotismus). Det medfører dog, at længslen efter det herskerløse paradis udvikler sig: "Despotismen skal selv være blive midlet, hvorpå [...] vejen til Frihed gøres lettere.", skrev Weishaupt i et værk udarbejdet til en af ordenens mysterieklasser. I Modenhedens tidsalder vil menneskeslægten uden modstand overvinde despotismen. Det vil ske igennem den længsel efter frihed som despotismen selv skaber, og gennem oplysning og den selvkontrol som man lærer deraf. Det er de "hemmelige visdomsskolers" (geheimer Weisheitsschulen) opgave at sprede denne oplysning, og føre menneskeheden tilbage til det forjættede land (Gelobte Land). Weishaupt hævder, at der går en lige linje fra Urkristendommens idealistiske traditioner til frimurernes ideer. Ganske vist var frimurerlogerne ganske upolitiske, men de tjente som ly for Illuminatiordenen. Til slut indleder en "Forfaldsperiode" (Zeit des Verfalls) starten på en ny cyklus af tidsaldre.
I dette historiesyn blandes en middelalderligt chiliasmisk og en nyere utopisk opfattelse: en ældre profetisk opfattelse af en forløst verden med en nyere prognostisk, som siger, at det enkelte menneske selv er i stand til at forårsage denne forløsning. Weishaupt blandede to modsatrettede budskaber med hinanden: På den ene side prædikede han en quietisme, der fritog ethvert ordensmedlem ansvar for historiens stadig gang, på den anden side prædikede han en undergravende aktivisme, der bevidst skulle underminere det eksisterende samfundssystem. Hvilket af disse to aspekter, som var den vigtigste, lod han hen i det uvisse. På den ene side behøvede ingen at gøre mere end at vente på, at den eksisterende despotisme ifølge en indre logik skulle forårsage sit eget fald. På den anden side, sagde Weishaupt, var Illuminati ved sin virksomhed, ja ved sin blotte eksistens, et stort skridt i retning mod despotismens fald.
Afskaffelsen af det enevældige herredømme skulle ikke ske ved hjælp af en revolution, men ved det personalpolitik: han ønskede at flere og flere nøglepositioner i det enevældige styre skulle overføres til Illuminati. Om de sidste trin i denne utopi, om overtagelsen af herredømmet, om statens afskaffelse eller om indførelsen af et oplyst enevælde, gav Weishaupt aldrig nogen uddybelse af.

## Organisation
Illuminati var, som Jürgen Habermas beskriver i bogen Strukturwandel der Öffentlichkeit ("Strukturforvandlingen af offentligheden", 1961) en af de talrige foreninger, som kendetegnede udviklingen af den moderne offentlighed i oplysningstiden. Mens det før-moderne stændersamfund genskabte sig selv både i kirkens hierarki og i hoffets rangorden, kunne alle mødes i forskellige læseselskaber, godgørenhedsorganisationer, i frimurer- og rosenkreuzerlogerne eller endda i hemmelige selskaber som Illuminati på tværs af standsforskellen og i hvert fald i princippet på et egalitært grundlag.
Til forskel fra alle de andre former for sociale foreninger havde Illuminati et klart politisk formål, i modsætning til f.eks. frimurerne, hvor konfessionelle, religiøse eller partipolitiske diskussioner er helt udelukket. Desuden kan frimurere til forskel for det hemmelighedsfulde Illuminati sagtens offentligt bekende sig som frimurere. Illuminati fik sit loge- og gradssystem fra frimurerne, men de hørte ikke til hos frimurerne. De tilsluttede sig ikke det frimurerforbund Großloge eller Groß-Orienten , som arbejdede på landsplan.
For at bedre være i stand til at infiltrere frimurerordenen gav Knigge Illuminati en struktur, med fantasifuldt navnggivne "grader", der hver havde sit eget optagelsesritual og sine hemmeligheder, som blev afsløret for det nyindviede medlem: De uerfarne med loge og hemmeligsfulde selskaber blev indviet til en Pflanzschule ("Planteskole"), der bestod af graderne "novice", "minerval" (afledt af den romerske visdomsgudindes navn) og "Illuminatis minor" (latin for "yngre oplyser"). Den med frimurerne nært beslægtede Maurerklasse ("Murerklasse") indeholdt graderne "lærling", "svend", "mester", "illuminatis maior" (latin for "ældre oplyser") og "illuminatis regens" (latin for "regerende oplyser"). Den øverste i ordenen var den såkaldte Mysterienklasse ("mysterieklassen") som bestod af graderne "præst", "regent", "magus" (latin for "troldmand") og "rex" (latin for "konge"). Forskrifterne for den øverste orden nåede aldrig at blive udarbejdet.
Som en ligeså virksom mystifikation modtog hvert ordensmedlem ved indvielsen et hemmeligt navn, et såkaldt nom de guerre, som altid var af ikke-kristen eller i alt fald ikke ortodoks oprindelse: Weishaupt opkaldte sig karakteristisk efter lederen af det romerske slaveoprør Spartacus, Knigge hed Philo, opkaldt efter den jødiske filosof fra Alexandria, og Goethe modtog navnet Abaris, efter en skytisk troldmand. Også geografiske lokaliteter blev omdøbt med hemmelige navne, München blev til Athen, Tyrol blev Pelopennes, Frankfurt blev Edessa og Ingolstadt blev Eleusis; selv tidsangivelsen blev ændret til en ny hemmelig kalender med persiske månedsnavne, og som startede med år 632.
Ordensnavnene sikrede en vis lighed i Illuminati: Fordi medlemmerne i de første to grader udelukkende kendte hinanden ved deres ordensnavne, kunne de ikke vide hvem der var adelig eller borgerlig, hvem der var en universitetsprofessor, hvem der var en værtshusholder eller en studerende. Desuden var de alle underlagt det strenge opdragelsesprogram, som ordenen pålagde sine medlemmer. Hvert medlem skulle ikke kun åndeligt forbinde sig med den person som han var opkaldt efter, han fik også et læsepensum af sine overordnede, som bestod af oplysningsfilosofiske og deistiske værker, som spillede en større og større roller alt efter som han steg i graderne. Han skulle desuden nedskrive sin intellektuelle og moralske udvikling i små dagbogsagtige Quibuslicet-hæfter (fra latin: quibus licet – "den som har lov [at læse dette]" ). Hvis medlemmerne blev dårligt vejledt eller hvis de ikke fremviste den ønskede udvikling, svarede de øvre ordensbrødre med en såkaldt Reprochen-Zettel ("Irettesættelses-seddel").

Trods den herskende lighed indenfor hver enkelt grad, var der en udpræget ulighed graderne imellem. Dette kunne ses allerede i den ed hvor den indviede skulle sværge: 
| Citat | evig tavshed og ubrydelig troskab og adlydelse af de højerestående medlemmer og ordenens statutter. | Citat |
|       | |       |

.
Foruden dette strenge hierarki kom desuden den forstærkede esoterisme i ordenens struktur, dvs at de nye medlemmer bevidst blev vildledt omkring ordenens virkelige formål. I "planteskolen" blev novicen fortalt at det ikke var ordenens formål at
| Citat | underminere verdslige eller religiøse autoriteter, at overtage verdensherredømmet og så videre. Har i gået ind i vores selskab med dette formål for øje, eller med forventningen om dette formål, så har i sandelig snydt jer selv. | Citat |
|       | |       |

Dette var en lodret løgn. I den højeste grad af ordenen ville nemlig "den største af alle hemmeligheder" blive åbenbaret
| Citat                                | det som så stærkt er blevet ønsket, så ofte frugtesløst søgt, [den] kunst, at regere over mennesker, at lede dem til det gode, [...] og at få alle med sig i dette, det er hvad alle mennesker drømmer om men kun er muligt for den oplyste | Citat |
| Reinhart Koselleck.Kritik und Krise. | |       |

Illuminatis dybeste hemmelighed var således deres eget moralske regelsæt, som allerede blev praktiseret indenfor ordnen, men som var deres mål også skulle gælde udenfor ordenen.
Denne vildledning af medlemmerne i de laveste grader fremkaldte også snart kritik indenfor ordenens egne rækker. De blev holdt i mørke vedrørende Weishaupts endelige mål, om at uddanne perfekte individer, ved hjælp af selvkontrol og en god ledelse. En forudsætning for denne forbedring af individet synes at ligge i viden om alle hemmelighederne vedrørende dette. Han har tilsyneladende overtaget denne metode fra sine værste fjender, dvs. jesuiterne med deres kadaverdisciplin og deres strenge, men yderst effektive personlighedsmanipulation ved hjælp af skriftemål. I det hele taget synes det som om at ordenen, som illuminatiforskeren Agethen fastsatte, var dialektisk krydsforbundet med deres fjender: For at blive i stand til at frigøre individet fra kirkens mentale og religiøse herredømme anvendte den de jesuitiske metoder indenfor samvittighedsgranskningen; for at befordre oplysningen og fornuften, anvendte man gradssystemer og mystisk hokuspokus, der i sin sværmeriske irrationalisme nærmest mindede om rosenkreuzerne; og for til sidst at befri menneskeheden fra fyrster og kongers despotisme, udsatte man sine medlemmer for noget der nærmer sig en totalitær styreform kombineret med en effektiv psykoteknik.

## Medlemmer
Illuminati var i starten en glimrende succes: I starten af 1780'erne eksisterede der afdelinger af ordenen i 70 forskellige byer i Tyskland, med omkring 1500 til 2000 medlemmer i alt, hvoraf omkring en tredjedel samtidig var frimurere. De vigtigste Illuminati centre var Bayern og de små stater i Thüringen Weimar og Gotha; udenfor Tyskland er der kun bevis for en loge i Schweiz.
Socialhistorikeren Eberhard Weis undersøgte med stikprøvemetoden et tilfældigt udvalg af ordenens sociale struktur og kom til følgende resultat: Omkring en tredjedel af medlemmerne var adelige, 12% var gejstlige. Næsten 70% havde en akademisk uddannelse, antallet af håndværkere lå på omkring 25%, betydeligt højere end antallet af købmænd som med kun 10% var klart underrepræsenteret. Den klart største majoritet i Illuminati med næsten 75% bestod af embedsmænd, officerer og andre offentlige ansatte, hvilket ikke kan overraske når man tager ordenens mål om at infiltrere den enevældige stat i betragtning. Weishaupt hævdede stolt i 1787, at det var lykkedes ordenen at have kontrol over mere end hver 10. højere embedsmand i Bayern. Succesen ved denne infiltration var især tydelig i det bayerske Zensurkollegium, som var den myndighed, der censurerede udgivne skrifter, det bestod næsten udelukkende af Illuminater indtil kurfyrstens indgreb i 1784. Kollegiets praksis var i denne periode også tydelig: Skrifter af tidligere jesuitter og andre anti-oplysningsforfattere , ja sågar bønnebøger, blev forbudt, mens oplysningslitteraturen uhindret kunne passere censuren.
Denne midlertidige succes kan ikke afveje det faktum, at Illuminati-ordenen for størstedelen bestod af andenrangsakademikere, der efter eksamen meldte sig direkte ind i ordenen, fordi de håbede at det ville fremme deres karriere, et håb som ganske svarede til Weishaupts infiltrationskoncept. Dette mål var de nyoptagede medlemmer lykkeligt uvidende om. Det egentlige mål at udgøre den egentlige politiske og intellektuelle elite i samfundet nåede ordenen aldrig. Bortset fra de få allerede nævnte undtagelser (Goethe, Herder, Knigge), var alle de virkelig vigtige repræsentanter for den tyske oplysningsfilosofi fjernt fra ordenen: (Schiller, Kant, Lessing og Johann Kaspar Lavater, som Knigge i lang tid prøvede at få med), eller de forlod den hurtigt igen som Friedrich Nicolai, der skuffet var vidne til det rigide hierarki i ordenen.
Om en egentlig trussel mod den bayerske stat fra "bogormen Weishaupt og hans kammerater, utopister i den egentlige som i den latterlige betydning af ordet" kan der ikke være tale om, men "udfordringen mod de gamle magter var særligt i denne håndfaste form ganske stærk".
I nutiden har tvivlen om Illuminatis skæbne og formål skabt et væld af konspirationsteorier om Illuminati (konspirationsteorier).

## Illuminati og danskere
Den danske historiker Frederik Sneedorff studerede 1783–1786 på universitetet i Göttingen, hvorfra han foretog rejser rundt omkring i Tyskland. Han skrev breve om sine oplevelser hjem til vennerne. I et udateret brev fra denne periode fortæller han, at Adam Weishaupt, "Hofraad og Professor i den canoniske Ret samt philosophiske Historie paa Universitetet i Ingolstadt" havde forsøgt at anskaffe værker af de franske filosoffer Pierre Bayle og Richard Simon til universitetets bibliotek. Det havde oprørt gejstligheden så meget at de havde begæret Weishaupt afskediget, hvilket kongen havde tilsluttet sig, dog med et tilbud om pension til Weishaupt som han ikke tog imod.
Sneedorff nævner ikke Illuminati, som var den virkelige årsag til Weishaupts afskedigelse, og har sandsynligvis ikke kendt til selskabet. Selv når han skriver om Weishaupts afrejse fra Bayern, der forlod landet "begrædt af sine Tilhørere og savnet af de Faa, der ønskede at see ved det Lys, som ved hans Bortgang blev slukket.", så skal dette nok mere antages at være en normal brug af ordet "lys" i betydningen "lærd oplysning". Denne betydning var normalt brugt i litterære kredse i perioden, og skal derfor ikke forstås som en skjult hentydning til det hemmelige selskab.
Først et par år efter – hvor Weishaupt fra sit eksil ved hoffet i Gotha havde udgivet flere bogværker om Illuminati, og dets formål og beslaglagte papirer fundet hos selskabets medlemmer blev offentliggjort – blev dette selskab kendt af en bredere offentlighed.
I 1789 foretog den danske digter Jens Baggesen en rejse sydpå gennem Tyskland. Her gjorde han holdt i Hannover hvor Freiherr Adolph Franz Friedrich Ludwig Knigge boede. Han havde på dette tidspunkt efter at have forladt Illuminati-ordenen skrevet en bog til forsvar for sine handlinger. Jens Baggesen beskriver mødet med Baron Knigge i sit værk Labyrinthen således:
| Citat                                                    | Nu nylig har han udgivet oplysninger i henseende til hans forbindelse med den berygtede Illuminat-orden, under titel af: Philos endliche erklärung und antwort, hvoraf man nøjere lærer at kende denne ordens ånd og egentlige beskaffenhed, end af alle de udkomne original-skrifter og de mangfoldige bidrag til samme. Dette hemmelige selskab, som professor Weishaupt (en mand af talenter, kundskaber og sjælden virkelyst, men uden religion, lutret af filosofi og menneskekundskab) under navn af Spartacus oprettede i Bayern, og derfra i kort tid udbredte over det øvrige Tyskland, synes at have udspillet sin rolle. Uagtet det (efter al anseelse) for det meste har bestået af rå og ukyndige medlemmer, der uden egen tilstrækkelig oplysning og dannelse foretog sig at oplyse og danne andre, kan man dog ikke nægte det betydelige fortjenester. Dets original dokumenter fortjene at læses, var så blot for at lære hvad man har at tage sig i agt for ved deslige indretninger, der endnu bestandig (som hundrede andre) synes at måtte henregnes til vor jords nødvendige onder. | Citat |
| (Jens Baggesens Danske Værker, 1846, bind 9, s. 178-179) | |       |

En anden dansker, den tysksprogede teolog Friedrich Münter blev selv medlem af Illuminati. Han var frimurer og udnyttede sit medlemskab på sin studierejse i Europa til at opnå kontakter blandt de mange lærde der var medlem af ordenen. Da han i 1784 ankom til Wien, var det med det formål at studere i det kejserlige bibliotek, men han opsøgte også lærde mænd der var bosiddende i byen. En af dem var naturforskeren Ignaz von Born, og han var lederen af Illuminati-logen i Wien. Münter indledte et venskab med denne og blev optaget i logen som minerval. Friedrich Münter antog også et navn fra den klassiske oldtid, nemlig Syrianus. I kongedømmet Napoli i Italien kom han ligeledes i kontakt med grupper der ville afskaffe kongehuset og til det formål havde dannet selskabet Philantropia, som var stærkt inspireret af Illuminati.  Som medlem af Illuminati var det nemt for Münter at komme i forbindelse med disse grupper, som synes at have anset sig som direkte efterfølgere til Illuminati-ordenen. På sin hjemrejse i 1787 over Tyskland var Illuminati-ordenen imidlertid i den begyndende modvind fra ordensmagtens side, og da han af myndighederne korrekt blev anset for at være medlem blev han nødt til at forlade München i største hast. I Regensburg mødtes Münter med selveste Adam Weishaupt, hvem han beskriver med beundring i sine breve til hjemmet. Efter Münter hjemkomst til Danmark luftede han muligheden for at give Weishaupt asyl i Danmark overfor universitetets patron, den frisindede hertug Frederik Christian af Augustenborg. Drøftelserne mundede dog ikke ud i et konkret forslag. Han besøgte dog flere gange Weishaupt på sine senere rejser 1791 og 1818.
Filologen og teologen Daniel Gotthilf Moldenhawer, senere overbibliotekar ved det Kongelige Bibliotek i København, blev i sommeren 1782, som en del af en større udenlandsrejse i perioden 1782-84, optaget i Illuminati-ordenen i Göttingen via sin tidligere studiekammerat Johann Benjamin Koppe (som bar ordensnavnet "Acaccius" og var blevet optaget i ordenen i 1780 af Knigge selv) og kollegaen historikeren Ludwig Timotheus Spittler (som dog først selv blev optaget i ordenen senere på året). Moldenhawers ordensnavn var lidt usædvanligt, idet han, i stedet for et traditionelt klassisk inspireret navn, valgte det orientalsk-lydende "Gudipherli". Moldenhawer præsiderede efter sin hjemkomst i 1784 for den danske frimurer-loge, i kraft af sin rang af 5. grad, men blev allerede samme år udmanøvreret af landgreve Carl af Hessen, der var illuminati-ordenen fjendtligt stemt.

## Konspirationsteorier
I nutiden har tvivlen om Illuminatis skæbne og formål skabt et væld af konspirationsteorier om Illuminati.
Også i populærlitteraturen optræder Illuminati undertiden – til eksempel i Dan Browns bestseller Engle og Dæmoner.